# 陈集镇 (怀远县)
陈集镇，是中华人民共和国安徽省蚌埠市怀远县下辖的一个乡镇级行政单位。

## 行政区划
陈集乡下辖以下地区：
陈集村、瓦四村、老郢村、大桥村、君王村、万圩村、陈二村、大沟村、瓦一村、梨园村、瓦三村和永佛村。